# Zdzisław Wąs

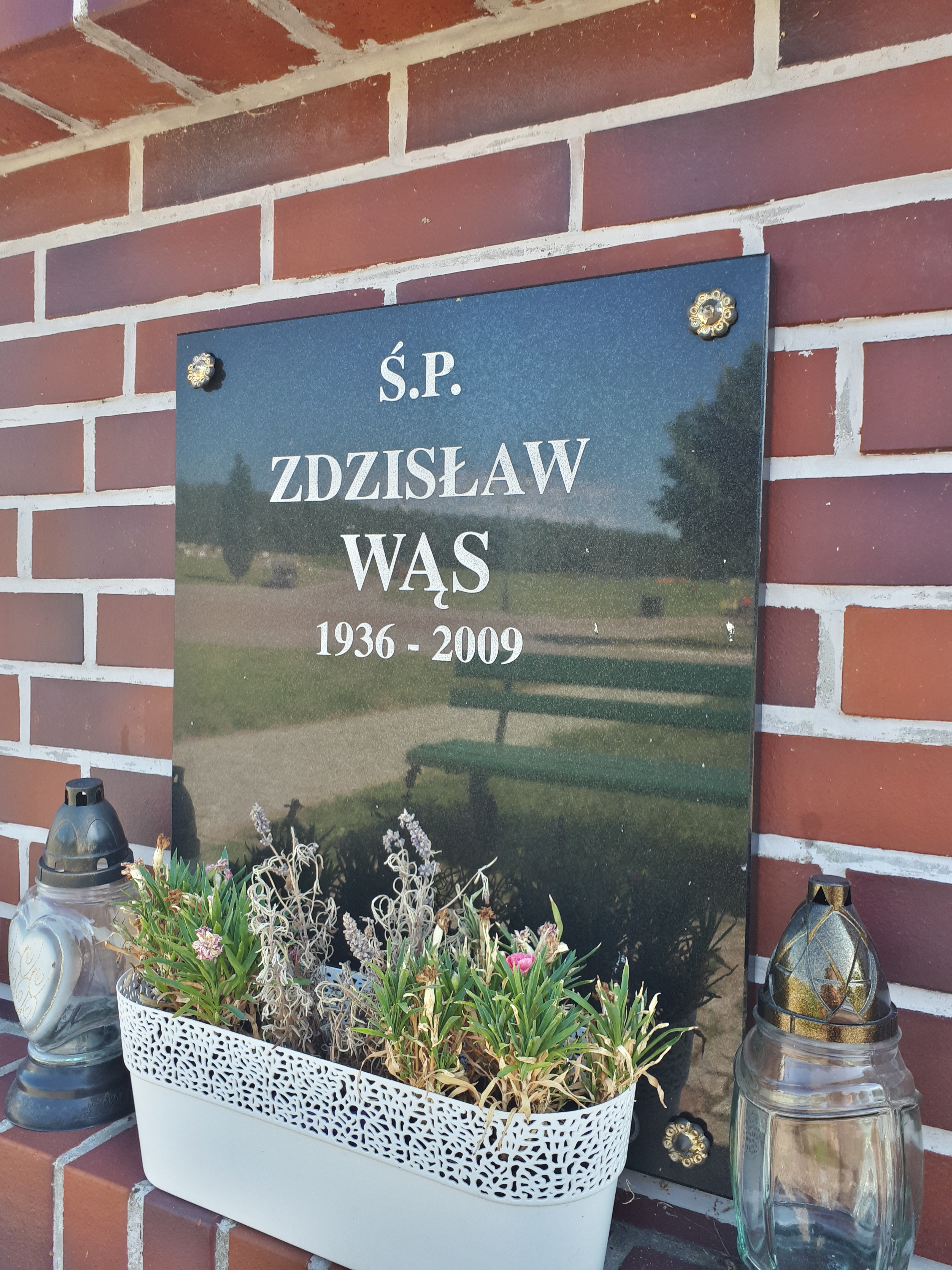
Grób Zdzisława Wąsa w kolumbarium na Cmentarzu Komunalnym Dębica w Elblągu

Zdzisław Leszek Wąs (ur. 15 listopada 1936, zm. 28 września 2009) – polski działacz partyjny i państwowy, prezydent Elbląga i wicewojewoda elbląski (1975–1981). 
Był wieloletnim pracownikiem i prezesem WSS „Społem” w Elblągu. W latach 1975–1981 sprawował stanowisko wicewojewody elbląskiego oraz prezydenta Elbląga. 
Zmarł 28 września 2009. Urnę z jego prochami złożono w kolumbarium na cmentarzu komunalnym Dębica.